# Pediobius antennalis
Pediobius antennalis är en stekelart som beskrevs av Khan, Agnihotri och Sushil 2005. Pediobius antennalis ingår i släktet Pediobius och familjen finglanssteklar. Inga underarter finns listade i Catalogue of Life.